# 大阪府道143号沢良宜東千里丘停車場線
大阪府道143号沢良宜東千里丘停車場線（おおさかふどう143ごう さわらぎひがしせんりおかていしゃじょうせん）は、大阪府茨木市から摂津市に至る一般府道である。

## 概要
茨木市宮島1丁目から摂津市千里丘東1丁目に至る。

### 路線データ
- 起点：大阪府茨木市宮島1丁目（島1丁目交差点、大阪府道・京都府道14号大阪高槻京都線・大阪府道15号八尾茨木線交点）
- 終点：大阪府摂津市千里丘東1丁目（JR西日本東海道本線 千里丘駅前）

## 路線状況
過去において大阪府道2号大阪中央環状線より東側は，現在の4車線路ではなく，別のルートが指定されていた。
中環より西側路線（千里丘駅前 - 沢良宜西2丁目南交差点）とは，中環でごく一部区間重複（沢良宜西2丁目南交差点 - その北側交点）した後、美沢町（旧ミサワランド） - 沢良宜橋（市道桜通り交点） - 沢良宜東町（大阪府道15号八尾茨木線交点）までがルート指定されていた。路線名にある沢良宜東はその名残である。現在の島1丁目 - 高浜町区間が開通した頃に路線変更されたと思われる。なお旧区間は現在茨木市道となっている。 

### 重複区間
- 大阪府道2号大阪中央環状線（茨木市高浜町・高浜町西 / 高浜町東交差点 - 茨木市沢良宜西2丁目・沢良宜西2丁目南交差点）

### 道路施設

#### 橋梁
- 大正川橋（大正川、摂津市）

## 地理
島1丁目交差点から高浜町西交差点までは片側2車線の広い道である。沢良宜西2丁目南交差点から千里丘駅までは、片側1車線の狭い道である。途中、阪急京都本線（摂津市駅・南茨木駅間）の踏切を渡る。

### 通過する自治体
- 大阪府
  - 茨木市 - 摂津市

### 交差する道路
| 交差する道路                                                | 交差する場所  | 交差する場所          |
| ----------------------------------------------------------- | ------------- | --------------------- |
| 大阪府道・京都府道14号大阪高槻京都線 大阪府道15号八尾茨木線 | 宮島1丁目     | 島1丁目交差点 / 起点  |
| 大阪府道2号大阪中央環状線 重複区間起点                      | 高浜町        | 高浜町西交差点        |
| 大阪府道2号大阪中央環状線 重複区間起点                      | 高浜町        | 高浜町東交差点        |
| 大阪府道2号大阪中央環状線 重複区間終点                      | 沢良宜西2丁目 | 沢良宜西2丁目南交差点 |

### 交差する鉄道
- 大阪モノレール本線
- 阪急京都本線

### 沿線
- 大阪府中央卸売市場
- 北大阪流通団地
- ショッパーズプラザ南茨木（旧ダイエー南茨木店・現在はラ・ムーや宮脇書店などが出店）
- 大阪モノレール本線 沢良宜駅
- JR西日本東海道本線 千里丘駅